# Atmosferische rivier

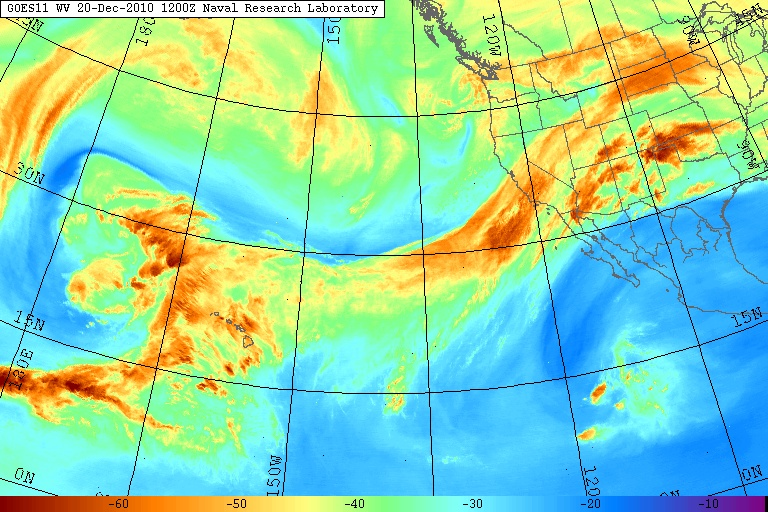
Satellietbeeld van een grote atmosferische rivier die over Californië trekt (GOES 11 satelliet, 20 december 2010).

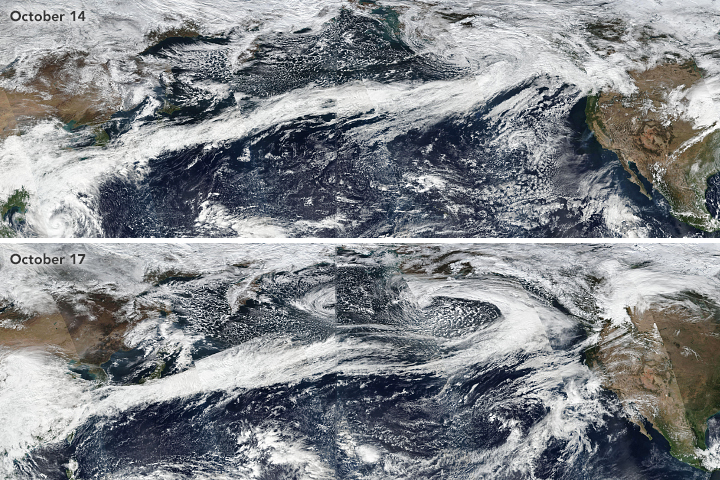
Satellietbeeld van een atmosferische rivier, van Azië naar Noord-Amerika (NASA Earth Observatory, 26 oktober 2017).

Atmosferische rivieren (AR) zijn stromen van met vocht verzadigde lucht, afkomstig uit de evenaarszone, die circuleren op een hoogte van ongeveer 1 tot 2,5 km, 400 tot 600 km breed en tot enkele duizenden km lang. Het is in die corridors dat het grootste deel van het vochttransport in de atmosfeer buiten de tropen plaatsvindt.
Aan de westkust van de Verenigde Staten zijn dergelijke stromingen al lang bekend als de Pineapple Express (“ananastrein”) vanwege hun oorsprong in de Stille Oceaan, in de omgeving van Hawaï. Dergelijke stromingen komen er elk jaar meermaals voor, en brengen doorgaans drie tot vijf dagen hevige regen of sneeuw met zich mee. Maar soms veroorzaken ze ook zware overstromingen zoals wellicht het geval was bij de overstromingen in Californië van 1862, of in de 21e eeuw de overstromingen in het Britse Cockermouth. Als de rivieren aan land komen en op een steile helling in het terrein stuiten, wordt de lucht omhoog geduwd waar ze afkoelt en het vocht afgeeft in de vorm van regen. En als de rivier bovendien 24 uur lang stilligt - zoals in 2009 boven Cockermouth – wordt een continue stroom van zware regen over hetzelfde gebied geloosd.
In bepaalde omstandigheden kunnen deze stromen nog veel langer zijn en een hele oceaan oversteken. Daarbij veroorzaakten ze watersnood in Chili, Australië, Zuid-Afrika en West-Europa.
Het volume water dat ze bevatten kan volgens meteorologen 7,5 tot 15 keer zo groot zijn als het gemiddelde debiet van de Mississippi bij zijn monding, of zelfs van de Amazone. Naar schatting zou 90 procent van het vocht in de lucht buiten de tropen in atmosferische rivieren zitten. Die spelen dan ook vermoedelijk een sleutelrol bij het verspreiden van waterdamp over de wereld.

## Onderzoek
In de jaren zeventig werden "transportbanden van vocht" in de atmosfeer ontdekt. In 1998 analyseerden Yong Zhu en Reginald E. Newell het debiet van deze stromen, en gaven ze de naam “atmosferische rivieren”.

## Economische gevolgen
In de verzekeringssector beoordelen actuarissen meerdere ramprisico’s. Volgens een rapport uit 2015 rekent de Zwitserse verzekeringsmaatschappij Swiss Re atmosferische rivieren tot de 21 grootste risico's van de 21e eeuw.